# Den Spanske Trappe
 Der er flere lokaliteter med dette navn, se Den Spanske Trappe (Kolding).
Den Spanske Trappe (ita. Scalinata della Trinità dei Monti) ligger i Rom ved Piazza di Spagna, som har navn efter den spanske ambassade. Trappen og pladsen er ikke bygget for spanske penge, men opført og betalt af en fransk diplomat. Han var træt af den mudrede vej, der førte op til kirken Trinità dei Monti, der også var bygget for franske penge.
Trappen var færdig i 1725. For foden af trappen findes et springvand, der er tegnet af Gian Lorenzo Bernini eller måske af hans mindre kendte far og opført i 1627, i senbarokken.

## Historie
Trappens primære funktion er at danne forbindelse mellem Piazza di Spagna og Trinita dei Monti, men der skulle gå 140 år efter kirkens indvielse, før trappen stod færdig i 1725. I alle disse år måtte folk gå ad stejle, lerede fodstier for at komme fra Piazza di Spagna op til kirken.
Egentlig er navnet ”Den Spanske Trappe” misvisende. For den har ikke andet med Spanien at gøre, end at den fører fra Piazza di Spagna. Dens eksistens skyldes en fransk diplomat, chargé d'affaires Entienne Gueffiers rundhåndethed, og den fører den op til den franske kirke og til Villa Medici, der huser l’Académie Nationale de France og er formel fransk territorium: Da Entienne Gueffier skænkede trappen til Rom, var det på den udtrykkelige betingelse, at den altid skulle forblive fransk territorium. Derfor betaler byen Rom hvert år stadig et symbolsk beløb i leje til den franske stat, for at romerne kan benytte trappen.
Efter første verdenskrig kom det romerske blomstersælgere til gode. Roms kommune besluttede nemlig at flytte dem bort fra trappens fod. Men det blev ikke til noget, da de klagede deres nød til den franske ambassade i Rom. Ambassaden erklærede, at ”blomstersælgerne befinder sig på fransk territorium, og dér skal de blive, så længe Frankrig består”.
Gueffier døde i 1660 efter at have boet i Rom i 25 år. Han havde fra sin bolig på Piazza di Spagna dagligt kunnet iagttage skrænten og de stejle fodstier op til kirken. Derfor besluttede han sig til i sit testamente at bekoste opførelsen af en trappe. Men der skulle altså gå endnu en menneskealder, før den så dagens lys.
Det skyldtes, at der fremkom en lang række ideer til trappens udformning, men den egentlig årsag til, at projektet blev trukket i langdrag, var en stærk uenighed mellem paven og den franske konge både om trappens udseende og om hvilken arkitekt, der skulle stå for udførelsen.
Nogle har hævdet, at den oprindelig ophavsmand til trappens form skulle have været Bernini, der efter sigende skulle have lavet en model. Ifølge den skulle en rytterstatue af den franske kong Ludvig 14 have indgået i projektet. Det blev imidlertid den franske arkitekt Francesco de Sanctis, der fik til opgave at skabe trappen.
Trappen navn skyldes altså, at den ligger ved Piazza di Spagna, der er opkaldt efter den spanske ambassade, der havde til huse på Palazzo di Spagna, og fordi området i 1600-tallet derfor blev anset for at være spansk territorium. Ja, endog i en sådan grad, at udlændinge, der gik på pladsen, risikerede at blive tvunget ind i den spanske hær[kilde mangler].
Dengang havde den spanske ambassadør også pligt til at opretholde lov og orden på pladsen. Dertil skal han have benyttet et berygtet korps af napolitanere ”i bravi di Spagna”, og da ambassadøren som alle fremmede gesandter havde asylret, kunne forbrydere altid føle sig i sikkerhed inden for gesandtskabets område. Det benyttede banditterne sig af. Ofte dræbte og udplyndrede de deres ofre på Scalinata della Trinità dei Monti og fandt derefter ly i Palazzo di Spagna[kilde mangler].